# Tote Mädchen lügen nicht (Roman)
Tote Mädchen lügen nicht (englischer Originaltitel: Thirteen Reasons Why, wörtlich: Dreizehn Gründe, warum) ist ein Jugendroman des US-amerikanischen Schriftstellers Jay Asher aus dem Jahr 2007.
Er erschien 2009 in der deutschen Übersetzung von Knut Krüger in München bei cbt sowie als Hörbuch in einer gekürzten Lesefassung, gelesen von Shandra Schadt und Robert Stadlober. 2010 folgten weitere Lizenzausgaben in englischer Sprache, etwa bei Klett und Reclam.
Tote Mädchen lügen nicht ist Ashers erster Roman und wurde in den USA ohne Verlagswerbung zu einem Erfolg. Das Buch stand 57 Wochen lang auf der Bestsellerliste der New York Times und wurde mehrfach ausgezeichnet, unter anderem von der International Reading Association. Auch in Deutschland wurde er zum Bestseller. Die Rechte an dem Buch wurden in 14 Länder verkauft.
Ab dem 31. März 2017 veröffentlichte Netflix eine auf dem Buch basierende Serie, die unter anderem von der Sängerin und Schauspielerin Selena Gomez produziert wurde.

## Handlung
Der Roman handelt von der Schülerin Hannah Baker, die sich isoliert fühlt, jedes Vertrauen verliert und beschließt, eine Überdosis Tabletten zu nehmen, um in den Tod zu gehen. Zuvor dokumentiert sie auf sieben Audio-Kassetten mit 13 Seiten (also sechs Kassetten beidseitig bespielt, die siebte nur einseitig), welche Gründe und Signale es für ihren Suizid gegeben hat. Sie benennt 13 Gründe für ihren Suizid, der durch zwölf Personen ausgelöst worden sei. Der Junge Clay Jensen findet nach ihrem Tod das Päckchen mit den Kassetten vor. Auch er zählt zu den zwölf Personen, die zum Suizid Hannahs beigetragen haben sollen. Die Tote verfügte, dass die Kassetten gewissermaßen als Kettenbrief an alle zwölf angesprochenen Personen, elf Mitschüler und einen Lehrer, durchgegeben werden sollen. Clay Jensen war in Hannah verliebt, doch die Beziehung scheiterte, weil sie durch die Kränkungen ihrer Mitmenschen für ihn nicht mehr erreichbar war. Am Ende schickt er die Kassetten an die nächste Person weiter.

## Die 13 Gründe
1. Justin Foley: Hannah hatte mit ihm ihren ersten Kuss. Er behauptete, dass dabei mehr geschehen sei, und Hannah wurde deswegen durch den Dreck gezogen.
2. Alex Standall: Er erstellte eine „Hot-or-Not“-Liste und gab darauf an, dass Hannah den heißesten Hintern des Jahrgangs hätte. Sie bringt diesen Eintrag mit verschiedenen (sexuellen) Belästigungen in Zusammenhang.
3. Jessica Davis: Anfangs bestand eine Freundschaft zwischen Hannah, Jessica und Alex. Doch aufgrund der Liste von Alex wurde Jessica eifersüchtig. Die Freundschaft der Mädchen zerbrach, weil Jessica eher auf die kursierenden Gerüchte hörte als auf Hannah.
4. Tyler Down: Tyler beobachtete Hannah durch ein Fenster und machte Fotos von ihr. Durch dieses Stalking fühlte Hannah sich sogar zu Hause unsicher, bedroht und beunruhigt.
5. Courtney Crimsen: Hannah und Courtney treffen sich, um herauszufinden, wer Hannahs Stalker ist. Sie werden von Tyler fotografiert, während Courtney in Tylers Anwesenheit behauptet, Hannah habe Sexspielzeug in ihrer Schublade. Das ist zunächst ein Scherz zwischen Hannah und Courtney, doch auf einer späteren Party tut Courtney so, als entspräche es der Wahrheit, was weiterhin rufschädigend für Hannah ist. Sie nennt Courtney daher scheinheilig und meint, sie sei nur auf ihr eigenes Image bedacht.
6. Marcus Cooley: Er hatte am Valentinstag ein Date mit ihr und belästigte sie dabei sexuell.
7. Zach Dempsey: Jeder Schüler aus Hannahs Kommunikationskurs hat eine Papiertüte, in die von anderen Schülern anonym Zettelchen mit Komplimenten und Lob gesteckt werden können. Zach stahl die Zettel aus Hannahs Tüte, nachdem diese ihn abgewiesen hatte. So konnte sie die Komplimente, die sie damals dringend gebraucht hätte, nicht lesen.
8. Ryan Shaver: Hannah vertraute ihm einige ihrer Gedichte an, doch er veröffentlichte eines der Gedichte anonym in der Schülerzeitung. Andere Schüler machten sich infolgedessen über ihr Gedicht lustig und brachten es in Zusammenhang mit ihr.
9. Clay Jensen: Er und Hannah hatten auf einer Party eine sehr tiefgründige Unterhaltung und küssten sich, doch Hannah stieß ihn weg und befahl ihm, zu gehen. Später mied sie den Kontakt zu ihm. Sie wollte sich mit den Kassetten für ihr Verhalten entschuldigen und ihm die Gründe ihres Handelns näherbringen.
10. Justin Foley 2: Bryce Walker vergewaltigte Jessica auf einer Party. Hannah war betrunken und versteckte sich im Kleiderschrank des Zimmers, griff aber nicht ein. Sie fühlte sich für die Vergewaltigung mitverantwortlich. Auch Justin hätte diese verhindern können, tat es jedoch nicht.
11. Jenny Kurtz: Sie wollte Hannah von einer Party mit dem Auto nach Hause bringen. Auf dem Weg fuhr sie ein Stoppschild um, meldete den Schaden aber nicht. Ein Schüler hatte an der Stelle wenig später einen tödlichen Unfall. Hannah fühlte sich am Tod des Verunglückten mitschuldig.
12. Bryce Walker: Er vergewaltigte sie nach einer Party, sie bekräftigt jedoch immer wieder, dass sie sich auch nicht gegen ihn gewehrt habe.
13. Mr. Porter: Hannah erzählte ihm von ihren Suizidplänen und ihrer Vergewaltigung. Allerdings ging er nicht wirklich darauf ein und versuchte auch nicht, sie davon abzuhalten.

## Rezensionen
Das Buch wurde von deutschsprachigen Zeitungen mehrfach rezensiert. Sieglinde Geisel schrieb in der Neuen Zürcher Zeitung, der Roman wirke mitunter absichtsvoll konstruiert, doch gefiele ihr, wie Asher sich dem Thema Suizid nähere. Tobias Rüther zog in der Frankfurter Allgemeinen Zeitung eine Parallele zum Amoklauf von Winnenden. Roswitha Budeus-Budde empfahl es in der Süddeutschen Zeitung sowohl Jugendlichen als auch Erwachsenen.

## Folgen für den Autor
In Verbindung mit Vorwürfen, vor allem in Thirteen Reasons Why seien „nach Beobachtung von BuzzFeed Einschüchterung und sexuelle Gewalt zentral“, wurde Asher 2017 „nach Vorwürfen sexueller Belästigung aus der Gesellschaft der Kinderbuchautoren und Illustratoren ausgeschlossen“, wie erst im Februar 2018 bekannt wurde.

## Ausgaben
- Jay Asher: Thirteen Reasons Why. Reclam, Ditzingen 2010, ISBN 978-3-15-019794-3.
- Jay Asher: Tote Mädchen lügen nicht. 6. Auflage. Verlag cbt, München 2009, ISBN 978-3-570-16020-6.